# VUAA1
VUAA1 é uma molécula de um super-repelente que tem ação sobre variados tipos de insetos. Foi descoberto por Laurence Zwiebel e colaboradores. Em testes mostrou-se superior aos repelentes tradicionais a base de DEET (N,N-dietil-3-metilbenzamida), em milhares de vezes.

Foi capaz de estimular o complexo receptor-orco (central que detecta as moléculas odoríferas) dos insetos, criando um forte efeito repelente, pois dominam o olfato do inseto e assim este é repelido.